# Діосдадо Кабельйо
Діосдадо Кабельйо Рондон (ісп. Diosdado Cabello Rondón; нар. 15 квітня 1963 (61 рік), Ель-Фуріал, Венесуела), більш відомий як Діосдадо Кабельйо — венесуельський політик, голова Національної асамблеї Венесуели (2012-2016). Міністр внутрішніх справ і юстиції (2002-2003). Його часто називають сірим кардиналом Венесуели.

## Біографія
Діосдадо Кабельйо народився 15 квітня 1963 року. 
Його початкова освіта - інженерна. Він має ступінь бакалавра в галузі системного інжинірингу від Політехнічного Університету Армадас Насьйоналіс та диплом інженера з управління проектами, який отримав в Католицькому Університеті ім. Андреса Бело.
В політехнічному університеті він подружився з Уго Чавесом, вони грали в тій же бейсбольній команді.
Після завершення кар'єри у збройних силах, Діосдадо Кабельйо приєднався до Уго Чавеса і був призначений віцепрезидентом в січні 2002 року. Нетривалий час — 13 і 14 квітня 2002 року виконував обов'язки глави держави після невдалого перевороту проти Чавеса. Міністр оборони з травня 2002 року по січень 2003 року, губернатор штату Міранда з 2004 по 2008.
Обраний у 2010 році він став президентом Національної Асамблеї 5 січня 2012 року і переобраний на свою посаду 5 січня 2013. Він повинен був принести присягу в якості тимчасового президента Венесуели після смерті Уго Чавеса, 5 березня 2013 року. Але це зробив віцепрезидент Ніколас Мадуро, який був приведений до присяги  як виконувач обов'язків президента, що, на думку опозиції, було порушенням конституції.

## Звинувачення проти Кабельйо
У США підозрюється в зв'язках з потужним венесуельським наркокартелем «Лос Солес», прокурори США проводять розслідування у справі про участь Кабельйо в незаконному обороті наркотиків. За даними Wall Street Journal, Управління по боротьбі з наркотиками США і федеральні прокурори з Нью-Йорка і Маямі ведуть справи, засновані на доказовій базі, отриманій від колишніх торговців кокаїном, інформаторів, які раніше були близькі до венесуельської влади, і перебіжчиків з армії.
Звинувачення Кабельйо в наркотрафіку засновані на роз'яснювальній записці Міністерства фінансів США від 18 травня 2018 року до указу президента Барака Обами №13692 від 8 березня 2015 року про санкції проти венесуельського керівництва, в тому числі, Кабельйо. Підстави, перераховані в указі: «порушення урядом Венесуели гарантій прав людини, переслідування політичних опонентів, обмеження свободи преси, застосування насильства та порушень прав людини та зловживань у відповідь на антиурядові протести і довільні арешти і затримання антиурядових протестувальників».
22 вересня 2017 року Канада ввела санкції проти 40 офіційних осіб Венесуели, в тому числі Кабельйо, за звинуваченням у порушенні конституційного ладу. 22 січня 2018 року проти 7 венесуельців, включаючи Кабельйо, були введені санкції Європейського Союзу. У березні 2018 року Кабельйо був включений в санкційні списки Швейцарії і Панами. У травні 2018 року США запровадили санкції проти Діосдадо Кабельйо і ще 4 громадян Венесуели, включаючи його дружину і брата.
12 червня 2018 року флоридський журналіст Оскар Хаза під час ранкового ефіру іспаномовної радіостанції «Зета 92,3» заявив без посилань на джерела, що в США арештовані рахунки Кабельйо на суму близько 800 мільйонів доларів.